# Krpejce
Krpejce je naselje u gradu Leskovcu, Jablanički upravni okrug, Srbija. Prema popisu iz 2022. godine u Krpejcu je živjelo 6 stanovnika.